# Vela nos Jogos Olímpicos de Verão de 1920 - Dinghy 12 pés
As provas da classe Dinghy 12 pés da vela nos Jogos Olímpicos de Verão de 1920 estavam previstas para ocorrer entre 7 e 10 de julho daquele ano em Oostende, na Bélgica. No entanto, durante a segunda corrida uma das marcas estava à deriva e a corrida foi abandonada. Como os organizadores não tiveram tempo de refazer a regata naquela semana, as duas regatas restantes foram remarcadas para 3 de setembro em Amsterdã. A capital holandesa foi escolhida porque ambas as equipes competidoras eram dos Países Baixos.

## Calendário
| ● | Competições desportivas | ● | Finais |

| Data                      | Julho (Bélgica) | Julho (Bélgica) | Julho (Bélgica) | Julho (Bélgica) | Setembro (Países Baixos) | Setembro (Países Baixos) | Setembro (Países Baixos) |
| Data                      | 7 Qua           | 8 Qui           | 9 Sex           | 10 Sáb          | 3 Sex                    | 4 Sáb                    | 5 Dom                    |
| ------------------------- | --------------- | --------------- | --------------- | --------------- | ------------------------ | ------------------------ | ------------------------ |
| Dinghy 12' (planejamento) | ●               | ●               | ●               | ●               |                          |                          |                          |
| Total de medalhas de ouro |                 |                 |                 | 1               |                          |                          |                          |
| Dinghy 12' (real)         | 1               |                 |                 |                 | 2                        | Corridas nacionais       | Corridas nacionais       |
| Total de medalhas de ouro |                 |                 |                 |                 | 1                        |                          |                          |

## Configuração do curso
O percurso na figura a seguir foi usado durante as regatas olímpicas da classe Dinghy 12' de 1920:

## Medalhistas
A equipe neerlandesa Cornelis Hin, Johan Hin e Frans Hin finalizou a competição em primeiro lugar, conquistando a medalha de ouro. A prata firmou-se com a dupla Arnoud van der Biesen e Petrus Beukers, também dos Países Baixos. A medalha de bronze não foi distribuída tendo a vista a ausência de concorrentes.
|  | NED Países Baixos                |  | NED Países Baixos                    |  |        |
|  | Cornelis Hin Johan Hin Frans Hin |  | Arnoud van der Biesen Petrus Beukers |  | nenhum |

## Resultados
Estes foram os resultados da competição:
| Pos.             | Tripulação                           | Iot                          | Regata I | Regata I | Regata II | Regata II | Regata III | Regata III | Regata IV | Regata IV | Final |
| Pos.             | Tripulação                           | Iot                          | Pos.     | Pontos   | Pos.      | Pontos    | Pos.       | Pontos     | Pos.      | Pontos    | Total |
| ---------------- | ------------------------------------ | ---------------------------- | -------- | -------- | --------- | --------- | ---------- | ---------- | --------- | --------- | ----- |
| Medalha de ouro  | Cornelis Hin Frans Hin Johan Hin     | Países Baixos · Beatrijs III | 2        | 2        | CAN       | 0         | 1          | 1          | 1         | 1         | 4     |
| Medalha de prata | Arnoud van der Biesen Petrus Beukers | Países Baixos · Boreas       | 1        | 1        | CAN       | 0         | 2          | 2          | DNF       | 2         | 5     |